# Giovanni Bastianini
Giovanni Bastianini (født 17. september 1830, død 29. juni 1868) var en italiensk billedhugger. 
Bastianini var elev af Fedi og Torrini, sluttede sig i sin kunst nærmest til renæssancens quattrocentister, hvem han formåede at efterligne i den grad, at en terrakottabuste (af Savonarolas ven, digteren Benivieni) blev købt 1866 til renæssanceafdelingen i Louvre; det var kun med nød og næppe, efter overbevisende dokumentationer, at man i Paris ville indrømme fejltagelsen. Bastianini har endvidere udført en buste af Savonarola, en malet lerstatuette af Giovanni dalle Bande Nere (Paris), en bakkantgruppe, arbejder, der gav løfter om en frugtbar fremtid, som imidlertid blev hurtig afbrudt ved kunstnerens tidlige død.